# Вокша (приток Кишни)
Вокша (Окша) — река в России, протекает в Спасском районе Рязанской области. Левый приток реки Кишня.

## География
Река Вокша берёт начало в сосновых лесах. Течёт в южном направлении. Русло реки спрямлено каналами. Устье реки находится в 9,4 км по левому берегу реки Кишня. Длина реки составляет 16 км, площадь водосборного бассейна 237 км².

## Данные водного реестра
По данным государственного водного реестра России относится к Окскому бассейновому округу, водохозяйственный участок реки — Ока от города Рязань до водомерного поста у села Копоново, без реки Проня, речной подбассейн реки — бассейны притоков Оки до впадения Мокши. Речной бассейн реки — Ока.
Код объекта в государственном водном реестре — 09010102212110000025867.